# Joc cu sumă nulă
În teoria jocurilor un joc cu sumă nulă sau joc cu sumă zero' descrie o situație în care câștigul unui participant este perfect echilibrat de pierderea unui alt participant. Altfel spus, orice situație care funcționează ca un joc cu sumă nulă presupune că orice câștig al unui participant necesită o pierdere egală a altui participant.
Dacă suma totală a pierderilor este scăzută din suma totală a câștigurilor participanților, se obține zero.

## Definiție
Proprietatea de sumă nulă (dacă unul câștigă, celălalt pierde) garantează că orice rezultat al unui joc cu sumă nulă este o optimalitate Pareto. Un exemplu concret sunt jocurile de noroc: câștigul unuia dintre jucători trebuie să vină din pierderea altui jucător. Jocurile de noroc funcționează așa pentru că ele nu produc plusvaloare — jucătorii strânși în jurul mesei de poker schimbă bani numai între ei și nu creează vreun produs pe care să-l schimbe cu lumea exterioară. Valoarea adăugată a jocului este zero, prin urmare suma totală a jocului este zero (plusul unuia dintre jucători este echilibrat de minusul altor jucători).
În schimb, situațiile în care participanții pot câștiga sau pierde împreună sunt jocuri cu sumă nenulă. De exemplu, dacă o țară cu un exces de banane tranzacționează cu o altă țară care are un exces de mere, ambele găsesc beneficii în tranzacție: prin urmare, se confruntă cu un joc cu sumă pozitivă.